# Biomassepotenzial

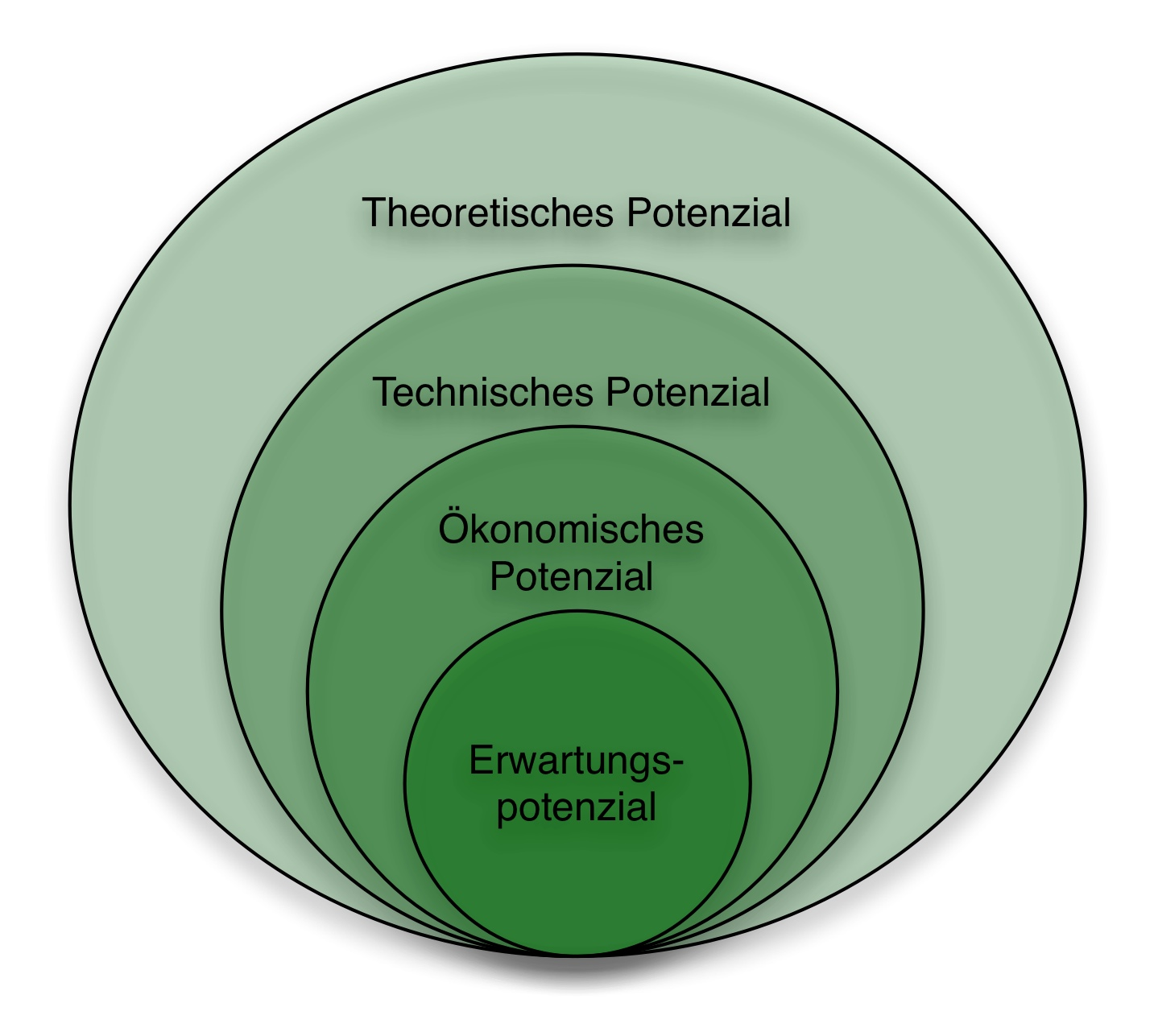
Das theoretische Biomassepotenzial umfasst das gesamte physikalische Angebot, weitere Potenziale bezeichnen unterschiedlich umfassende Teilmengen.

Das Biomassepotenzial ist ein Begriff, der zur Abschätzung möglicher Beiträge der Biomasse am Energie- oder Rohstoffmarkt verwendet wird. Als Zielgröße gibt das Biomassepotenzial an, welche Anbauflächen oder Rohstoffmengen in einer Region zur Nutzung als nachwachsende Rohstoffe zur Verfügung stehen.

## Kategorien des Biomassepotentials

### Theoretisches Biomassepotenzial
Das theoretische Biomassepotenzial umfasst das gesamte physikalische Angebot einer erneuerbaren Energiequelle oder eines nachwachsenden Rohstoffs in einem bestimmten Gebiet für einen bestimmten Zeitraum. Das theoretische Potenzial stellt damit eine Art Obergrenze des maximal möglichen Nutzungspotenzials einer Fläche dar. Weltweit könnte zum Beispiel das theoretische Biomasse-Potenzial den acht- bis neunfachen jährlichen Weltprimärenergieverbrauch decken.
Eine Bestimmung des theoretischen Biomassepotenzials kann beispielsweise mit Hilfe des Transpirationswasserdargebotes (TWD; oder auch Transpirationswasserangebot TWA) erfolgen. Dieses gibt an, wie viel Wasser den angebauten Pflanzen für ihren Biomasseaufbau zur Verfügung steht.

### Technisches Biomassepotenzial
In der Literatur und bei vielen bisherigen Investitionsentscheidungen wird üblicherweise das technische Potenzial angegeben. Auch viele politische Entscheidungen zur Biomasse-Nutzung in Deutschland basieren auf diesem Potenzial. Es umfasst den Teil des theoretischen Potenzials, der sich unter Berücksichtigung einer Reihe von begrenzenden Faktoren nachhaltig von einer bestimmten Fläche oder Region gewinnen lässt. Das Technische Potenzial wird unter Berücksichtigung der folgenden Faktoren ermittelt:
- Verfügbarkeit natürlicher Ressourcen (z. B. Annahme einer vorrangigen Deckung des Bedarfs für Ernährung)
- Erhaltung der natürlichen Kreisläufe
- kein Raubbau, z. B. am Humusgehalt
- Einhaltung ökologischer Grenzen z. B. durch Bodenerosion
- technische Einschränkungen und Verluste bei der Energieumwandlung oder Rohstoffumwandlung
- zeitliches und räumliches Ungleichgewicht zwischen Energieangebot und Energiebedarf, bzw. Rohstoffangebot und -nachfrage.[1]

Bei der Diskussion um das technische Potenzial eines bestimmten Raumes, beispielsweise eines Landes, spielt die Verfügbarkeit von Flächen eine wesentliche Rolle. Dabei wird oft auf eine vereinfachte Annahme zur Abschätzung zurückgegriffen. So wurden bisher oft die Flächen der obligatorischen Flächenstilllegung als Obergrenze der Flächenverfügbarkeit angenommen, oder es werden von der vorhandenen Ackerfläche Flächen für die Nahrungsmittelnutzung (abgeleitet aus dem Pro-Kopf-Verbrauch an Nahrungsmitteln) sowie für weitere alternative Nutzungen abgezogen. Von der verbleibenden Fläche wird angenommen, dass sie für die Biomasseproduktion zur Verfügung steht. Sie wird dann als Ausgangspunkt benutzt, um das technische Potenzial zu errechnen.
Diese Annahmen können sich in einer offenen Volkswirtschaft als zu restriktiv erweisen, denn bei einer internationalen Wettbewerbsfähigkeit der deutschen oder europäischen Nahrungsmittelproduktion könnten Lebensmittel exportiert werden. Auch vor dem Hintergrund einer Abschaffung der obligatorischen Flächenstilllegung wird das wirtschaftliche oder ökonomische Biomassepotenzial immer bedeutsamer.

### Ökonomisches (wirtschaftliches) Biomassepotenzial
Als wirtschaftlich gelten Anlagen, deren spezifische Energiekosten (auch aufgrund politischer Eingriffe) die der konventionellen Energiesysteme nicht übersteigen. Das ökonomische Potenzial hängt damit ab von den Annahmen und Prognosen zur Kostenentwicklung der Umwandlungstechnologie, zur Preisentwicklung der fossilen Energieträger und Rohstoffen, zur Preisentwicklung der Nahrungsmittel und zu den politischen Rahmenbedingungen. Solange die Kosten für die Bereitstellung von Energie aus Biomasse oder von Rohstoffen aus Biomasse höher sind als die entsprechenden Kosten der fossilen Konkurrenzprodukte, ist das wirtschaftlichen Potenzial der Biomasse stark von der Ausgestaltung der politischen Rahmenbedingungen abhängig.
Das ökonomische Potenzial darf nicht mit dem von Holm-Müller und Breuer geforderten volkswirtschaftlich effizienten Potenzial verwechselt werden. Um das effiziente volkswirtschaftliche Potenzial zu bestimmen, müsste zunächst eine Bestimmung der Ziele der Förderung der Biomasse stattfinden. Sind die Ziele quantifiziert, kann bestimmt werden, mit welchen politischen Mitteln man diese Ziele am effizientesten erreichen kann. Hierbei wäre zu beachten, dass sich eine Reihe von Zielkonflikten der Biomasse-Förderung ergeben kann.

### Erwartungspotenzial oder ausschöpfbares Potenzial
Das Erwartungspotenzial der Biomasse beschreibt den realistisch zu erwartenden Beitrag zur Energie- oder Rohstoffbereitstellung. Dieser Beitrag ist meist geringer als das wirtschaftliche Potenzial. Zum einen muss mit einem längeren Anpassungszeitraum gerechnet werden und zum anderen wird das wirtschaftliche Potenzial wegen sogenannter hemmender Faktoren nicht voll ausgeschöpft. Dazu gehören mangelnde Informationen sowie rechtliche oder administrative Begrenzungen.
Die Bundesregierung sieht in ihrer Biomasse-Strategie vor, dass Energiepflanzen und biogene Reststoffe im Jahr 2020 bis zu 15 Prozent des gesamten Energiebedarfs in Deutschland decken sollen, doppelt so viel wie gegenwärtig. Dafür werden 3,7 Millionen Hektar benötigt (21,9 % der heutigen Agrarfläche), das ist etwa doppelt so viel wie derzeit (1,6 Mio. Hektar, entspricht 9,5 % der Agrarfläche).
Zu Einschätzungen des globalen und in Deutschland benötigten Flächenbedarfs und realisierbarer Potenziale siehe den Artikel Bioenergie.

### Angebotspotenzial von nachwachsenden Rohstoffen in den Agrarlandschaften
Ausgehend von den aktuell für eine Region bzw. ein Land geltenden Rahmenbedingungen ergeben sich Erzeugerpreise für verschiedene nachwachsende Rohstoffe (Biomasse). Für deren Bestimmung wird die Produktionskette rückwärts betrachtet, also vom Produkt zum Rohstoff. Mit diesen Erzeugerpreisen muss die relative Vorzüglichkeit des Anbauverfahrens (Deckungsbeitrag, Fruchtfolge, Arbeitsauslastung) bestimmt werden, es muss also festgestellt werden, wie attraktiv der Anbau nachwachsender Rohstoffe für einen Landwirt ist im Vergleich zum Anbau anderer Ackerkulturen. Liegt die relative Vorzüglichkeit beim Anbauverfahren Biomasse (energetische oder stoffliche Nutzung), dann ist ein wirtschaftliches Biomassepotenzial vorhanden. Bei der Frage nach den landwirtschaftlichen Angebotspotenzialen muss der gesamte Agrarsektor untersucht werden. Das ökonomische Biomasseangebotspotenzial der Land- und Forstwirtschaft wird damit letztlich „auf der knappen Fläche“ entschieden.